# Gustaf W. Wrede
Gustaf Woldemar Wrede, född 28 juli 1889 i Leppävirta, död 17 februari 1958 i Helsinge, var en finlandssvensk ingenjör och  industriman.  

## Barndom och utbildning
Gustaf Wrede föddes den 28 juli 1889 till föräldrarna Carolus Wrede och Siri Maria Söderhjelm. Hans far var också industriman och fungerade bland annat som verkställande direktör för C Wrede & Co Ab samt som ägare av aktiemajoriteten i även Åbo Jernmanufaktur och Waggonfabrik.
Wrede gick åtta klasser vid Nya Svenska Läroverket i Helsingfors. År 1906 påbörjade han ingenjörsstudier i maskinteknik vid Tekniska Högskolan i Darmstadt därifrån han tog examen år 1911. 

## Karriär
Efter sin examen reste Wrede till USA, där han jobbade på bilfabriker i Detroit 1911-1914. Han blev i slutet av 1912 chefsingenjör vid Jackson Automobile Co. i Michigan. 
När Wrede återvände till Finland blev han teknisk ledare för hela fabriken vid Åbo Jernmanufaktur och Waggonfabrik, där hans far var verkställande direktör. Fabriken tillverkade bland mycket annat ångdrivna lokomobiler, järnvägsvagnar, hästkärror och jordbruksmaskiner. När kriget bröt ut beställde Rysslands armé ammunition, hästkärror och mycket annat från fabriken. På grund av krigets påverkan på så väl finska markens värde som rubelns värde gick man på stor förlust i dessa affärer. Därför började företaget tillverka motorer och traktorer.
Tillverkningen av traktorer beslöts det om 1915, men detta sattes på paus då inbördeskriget orsakade oroligheter 1917-1918. Wrede och hans far satt båda år 1917 anhållna av de röda i några veckors tid. År 1918 kunde ändå den första traktorn Kullervo presenteras.
I slutet av 1919 blev Gustaf Wrede verkställande direktör för Tykö Bruk Ab i Bjärnå. Där stannade han dock enbart i två år, varefter han blev verkställande direktör för Dalsbruk Ab. Wrede var verkställande direktör för Dalsbruk Ab från 1921 till 1940. De sista åren 1938-1940 var Dalsbruk Ab en del av Wärtsilä-koncernen. Under Dalsbruk-tiden blev Wrede även verkställande direktör och huvudägare för Finska Glasfabriks Ab i Hangö, där han verkade åren 1935-1946. Ett annat företag som Wrede ledde samtidigt var Petsamon Nikkeli Oy, som han var verkställande direktör för åren 1940-1944. 
År 1945 slutade Wrede vid Petsamon Nikkeli och blev istället verkställande direktör, styrelseordförande och ägare av alla aktier vid Motorfabriken Ares Ab i Helsingfors. Från 1944 till 1952 var Wrede även väldigt aktiv i Krigsskadeståndsorganisationen SOTEVA. Efter att organisationen upphörde år 1952 valde han att gå i pension. År 1954 blev han dock ändå tillfrågad att bli chef för Valmet Oy och tackade ja. 

## Privatliv
Gustaf Wrede var gift med Asta Wrede (född Örtengren). Tillsammans hade de gården Königstedt i Vanda (tidigare Helsinge kommun). Där avled han efter en kortare tids sjukdom den 17 februari 1958.